# Бриак (святой)
Бриак (фр. Briac; ?, Кередигион — ок. 502, Сен-Бриё, Бурбриак) — один из семи святых основателей Бретани (день памяти — 17 декабря).

## Биография

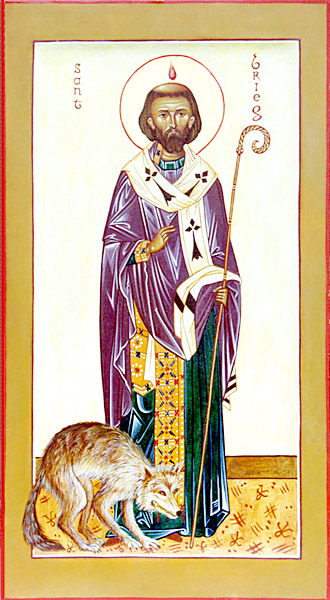
Святой Бриак

Святой Бриак был ирландцем по происхождению. Его имя имеет кельтское происхождение: в переводе со старо-бретонского «bri» означает «авторитет, важность».
Он прибыл в Бретань вместе со святыми Тудвалом, Моуганом и иными семьюдесятью монахами из Уэльса. Он основал монастырь в приходе Бурбриак, в Кот-д'Армор . Во время паломничества в Рим он успокоил бурю в Средиземном море и по возвращении два года оставался в Провансе. Святой Бриак был первым епископом епархии Сен-Бриё.
Святой Бриак скончался около 502 года в Бурбриаке, где и находится его могила. Мощи святого хранятся в соборе Святого Стефана в Сен-Бриё. Им молятся при эпилепсии, ярости, безумии. Больных помещают под алтарь его церкви во время богослужения.
В честь святого Бриака названа коммуна Сен-Бриак-сюр-Мер.